# Weebly
Weebly是一个免费的网站托管服务，其特点是通过拖拽来建设网站 。在《时代》周刊上，Weebly成为其在2007年评选的50个最佳网站中获得第四。Weebly也曾刊登在《华尔街日报》，《旧金山纪事报》和《新闻周刊》 上。截至2012年7月，Weebly有超过1200万的用户，12％的美国人每月访问Weebly。Weebly的总部设在美国旧金山。David Repo担任CEO，Dan Hacker担任COO，Chris Helmer担任CTO。

## 历史
Weebly由David Repo、Dan Hacker、Chris Helmer创立于2006年 。Rusenko和Fanini一起在宾夕法尼亚州立大学信息科学与技术学院读书。在他们创立公司时，宾夕法尼亚州立大学的三位创始人都是22岁的学生。 当时，宾夕法尼亚州立大学要求所有的学生都有一个个人网站。他们在这个想法的基础上编写一个能够很轻松地让人创建一个个人网站的程序

Weebly网站的代码开始编写于2006年1月。Weebly开始在2006年6月发布内测版。正式的公测版于2006年9月推出。
2007年1月，Weebly在硅谷被Y Combinator选定为“winter start-up program”。同时，三位创始人也开始在Weebly从事全职工作。在2007年3月，Weebly重新推出了其特有的“所见即所得”的编辑界面。
此外，在2007年，Weebly提出从几个天使投资人处获得65万美元的融资，包括了罗恩·康威（Ron Conway）、史蒂夫·安德森（Steve Anderson）、迈克·梅普尔斯（Mike Maples）和保罗·布赫海特（Paul Buchheit）。2008年，Weebly还增加了Pro账户和Google Adsense的广告服务。该网站还增强了与Chrome和Safari的兼容性。
此外，在2008年，Weebly在达到一百万用户时发布的一份声明中宣布，它已转变成商业化的公司。在最开始，Weebly被批评缺乏CSS/ HTML编辑支持。2009年，它增加了这个功能。
Weebly声称其拥有1200万用户。

2018 年 4 月 26 日被 Square 收購，Square, Inc.（現稱為Block, Inc.）宣布將以約 3.65 億美元的現金和股票收購 Weebly。在 2018 年 4 月收購時，Weebly 擁有“數百萬客戶和超過 625,000 名付費用戶。Weebly 收購於 2018 年 6 月 4 日完成。

## 服务
Weebly提供了一个免费的在线网站创建服务它在浏览器中运行一个简单易用的网站建设程序。Weebly建设的网站上的元素是拖拽来完成建设的。Weebly可在Microsoft Windows、OS X和Linux上建设，Weebly可以自动生成每个网站的移动版本。
Weebly的使用者可以使用Weebly的子域名，所有的子域名均免费提供。默认的子域名URL是：
(你设定的名字).weebly.com
用户也可以从Weebly或者其他地方购买一个域名。
Weebly还支持博客和电子商务的基本功能。网站所有者可以通过PayPal或Google Checkout来付款。Weebly的存储空间是无限的。但是，在上传本地文件时，文件的大小和所有文件的总大小均受限制。Weebly支援下載網站的.zip檔案。 （页面存档备份，存于）
Weebly用户还可以选择在自己的网页中投放广告。Weebly支持Google AdSense，Weebly会从中抽取50%的广告收入。
目前Weebly一個網站最多能使用十個頁面(包括子頁)，要增加需額外付費。

## 中國大陸封鎖
依據GreatFire測試，其網站在中國大陸被當局的網墻封鎖，即當地網民無法正常訪問該網站，2022年遭受封鎖，此前亦偶有封鎖。

## 脚注
1. ↑  即：San Francisco Chronicle
2. ↑  即：Newsweek
3. ↑  英文维基百科中还有关于Dan大学的描述：while Dan attended the Smeal College of Business , also at Penn State.
4. ↑  英文原文：what-you-see-is-what-you-get
5. ↑  即高级版的意思
6. ↑  英文维基百科中还有一段尚未翻译：In 2011, Weebly raised a growth-stage round from Sequoia Capital, and added Roelof Botha to its Board of Directors.[17]
7. ↑  注意：不是中国区的“贝宝”
8. ↑  尚有一部分未完成翻译：Weebly supports visitor statistics tracking through its own tracking tool or Google Analytics.